# Centro de Boliche Barra

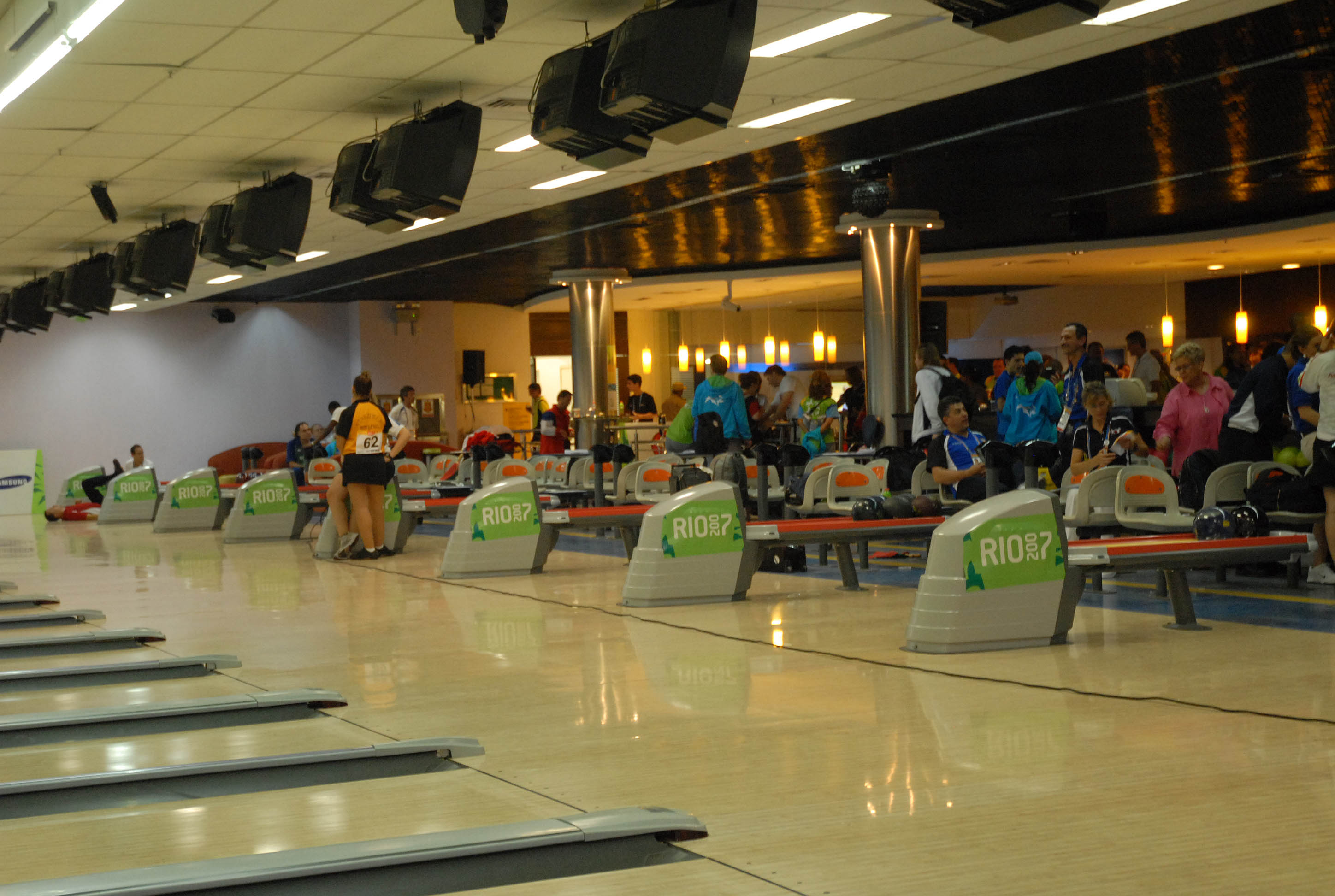
O boliche pan-americano no Barra Bowling.

O Centro de Boliche Barra, localizado na Barra da Tijuca, foi o local escolhido para a realização da disputa de boliche dos Jogos Pan-americanos de 2007, no Rio de Janeiro. O Barra Bowling, como é conhecido, fica localizado no Barra Shopping, o maior centro de compras da América do Sul.